# Zija Shkodra
Zija Shkodra (ur. 14 sierpnia 1925 w Szkodrze, zm. 29 sierpnia 2002) – albański historyk i tłumacz, autor ponad 175 artykułów naukowych oraz kilku monografii, profesor nauk historycznych.

## Życiorys
Pochodził z muzułmańskiej rodziny. W 1942 roku dołączył do Armii Narodowo-Wyzwoleńczej, jego dom stał się jedną z najważniejszych baz albańskiego ruchu oporu. Trzy lata później podjął studia w Zagrzebiu; ze względu na zerwanie relacji jugosłowiańsko-albańskich naukę kontynuował w Bukareszcie, kończąc w 1951 roku studia z zakresu ekonomii politycznej.
W 1951 roku pełnił funkcję kierownika oddziału Państwowej Komisji Planowania. Opublikował kilka artykułów poświęconych okresowi średniowiecza, dzięki czemu w 1952 roku został przyjęty do Instytutu Historycznego jako współpracownik zewnętrzny, a dwa lata później został pracownikiem naukowym. Podejmował dyskusje z władzami instytutu na temat przeszkód, jakie napotkał podczas publikacji swojej monografii pod tytułem Esnafet Shqiptare, za co został usunięty. Pracował następnie jako nauczyciel w szkole podstawowej w Shëngjinie, a do Instytutu Historycznego wrócił w 1972 roku i pracował w nim do przejścia na emeryturę w roku 1988. Uczestniczył w licznych konferencjach naukowych na terenie Bułgarii, Jugosławii, Macedonii, Albanii, Rumunii, Włoch i Jordanii.
Od 1990 do 1994 roku należał do Demokratycznej Partii Albanii. W 1994 roku otrzymał tytuł profesora.
Poza ojczystym językiem albańskim znał także serbsko-chorwacki, rumuński, włoski, rosyjski, łaciński, osmański i turecki. Przetłumaczył na język francuski swoją pracę pod tytułem Qyteti Shqiptar gjatë Rilindjes Kombëtare.

## Odkrycia naukowe
Zija Shkodra odkrył osmański dokument Statutit të Tabakëve. Odkrył także w Konstancy około 6 tys. dokumentów należących do rodziny Ibrahima Temo; dokumenty te opisywały najważniejsze wydarzenia oraz działalność opozycyjnych ruchów podczas władzy sułtana Abdülhamida II oraz wzbudziły duże zainteresowanie u historyków z Turcji oraz Rumunii.
Odkrył także Statutit të Kolonisë Shqiptare Konfraternita – datowany na rok 1442 130-stronicowy dziennik opisujący spotkania Albańczyków zamieszkujących Republikę Wenecką; innym odkryciem był także dziennik autorstwa M. Sirriu, mieszkańca Republiki Weneckiej pochodzącym ze Szkodry, który opisał najważniejsze wydarzenia stolicy kraju (Wenecji).
W 1962 roku odkrył napisany w języku osmańskim Almanach Szkodry; praca opisywała życie mieszkańców Szkodry z roku 1857. Odkrył także kilka dokumentów osmańskich zawierających informacje o założeniu miejscowości leżącej na terenie współczesnej Tirany ponad 200 lat przed założeniem tegoż miasta.

## Prace naukowe[1]
- Studimi origjinal i shthurjes së rendit feudal dhe i lindjes së elementëve të parë të marrëdhenieve kapitaliste në Shqipëri gjatë shekullit XIX e në vazhdim[2]
- Historia e Shqipërisë (1959; współautor)

### Monografie
- Esnafet në kuadrin e jetës qytetare ballkanike
- Esnafet Shqiptare
- Qyteti Shqiptar gjatë Rilindjes Kombëtare
- Shqipëria në Kohën e Tanzimatit

## Tytuły i odznaczenia
W 1989 roku został odznaczony Order Naima Frashëriego I klasy oraz Nagrodę Republiki II klasy, a w 1995 roku otrzymał tytuł Wybitnego Pracownika Nauki i Techniki (Punonjës i shquar i shkencës dhe i teknikës).
W 2012 roku został pośmiertnie uhonorowany tytułem honorowego obywatela Szkodry.

## Życie prywatne
Syn Sulejmana oraz Lyftije. Matka była Albanką urodzoną w Konstantynopolu. Natomiast ojciec służył w armii osmańskiej, podczas I wojny światowej walczył na froncie kaukaskim, jednak został schwytany przez Rosjan. Walczył następnie po stronie Albanii w bitwie o Koplik toczącej się przeciwko armii Królestwa Serbów, Chorwatów i Słoweńców. W 1921 roku para zamieszkała w Szkodrze, a w 1924 roku Sulejman uczestniczył w rewolucji czerwcowej, w wyniku której polityk Ahmed Zogu został wygnany z kraju, a Fan Noli objął funkcję premiera Albanii; gdy ten został obalony, a Zogu wrócił do kraju, Sulejman wyemigrował z Albanii. Zmarł on w 1928 roku.
Miał starszą o 2 lata siostrę Shadiję. Był żonaty z Nahide Frashëri.